# Raderveekes Bruch und Lüttelforster Bruch
Das Naturschutzgebiet Raderveekes Bruch und Lüttelforster Bruch liegt auf dem Gebiet der Gemeinden Niederkrüchten und Schwalmtal im Kreis Viersen in Nordrhein-Westfalen. 
Das etwa 196,17 ha große Gebiet, das im Jahr 1982 unter Naturschutz gestellt wurde, erstreckt sich direkt östlich des Kernortes Niederkrüchten entlang der Schwalm. Im nördlichen Bereich kreuzt die A 52 das Gebiet, im mittleren Bereich ist es die Landesstraße L 371. Am südöstlichen Rand verläuft die L 3, westlich verlaufen die B 221 und die Staatsgrenze zu den Niederlanden.